# Olga Kiun
Olga Kiun (em russo:  Oльга Kюн) é uma pianista russa. Descendente de uma tradicional família de músicos soviéticos, Olga Kiun começou estudar piano aos 6 anos de idade com sua mãe e sua avó, ambas professoras do Conservatório Musical de Kishnev. Aos 9 anos fez seu primeiro recital solo e aos 12 realizou seu primeiro concerto como solista de orquestra.
Em Moscou, estudou no Conservatório Tchaikovsky, onde foi aluna do consagrado pianista e professor russo Lev Oborin e no terceiro ano desse curso, recebeu o quinto lugar no Concurso Internacional Enescu, na Romênia. Graduou-se com distinção, com nota máxima em todas as disciplinas.
Também estudou no Conservatório de Leningrado, hoje São Petersburgo, sob a orientação de Pavel Serebriakov. Ao terminar esse curso, integrou o “Gosconcert”, extinta sociedade artística estatal, realizando recitais, concertos com orquestra e inúmeras gravações para a Rádio e Televisão por toda a ex-União Soviética.
O repertório da pianista Olga Kiun abrange desde os compositores do século XVII aos contemporâneos, com ênfase nos românticos.
Tocou na Romênia, Bulgária, Polônia, Uruguai e Peru, apresentando-se pela primeira vez no Brasil em 1991, em Curitiba. De 1993 a 1997 foi professora contratada da Escola de Música e Belas Artes do Paraná – EMBAP, na cidade de Curitiba, visando o aprimoramento e melhor qualificação do corpo docente dessa instituição. Hoje Olga é professora concursada dessa mesma escola.
Olga Kiun desenvolve ainda intensa atividade artística e pedagógica, como recitalista, camerista, solista de orquestra, jurada em concursos e professora convidada em Festivais de Música em todo o país.
Seus alunos são destaque no Brasil e no exterior, participando de concursos e recitais obtendo grande exito. Destacam-se: Pablo Rossi, Luiz Guilherme Pozzi, Paulo Emiliano Piá de Andrade, André Fadel, Clenice Ortigara e Estefan Iatcekiw.
Em 2014 foi realizado o Festival Olga Kiun, em Curitiba, reunindo vários alunos e ex-alunos da eminente professora russa em um conjunto de recitais e concertos com orquestra, onde foi realizado pela primeira vez no estado do Paraná a integral dos Concertos para Piano e Orquestra de Beethoven. 